# ヒエロニムス
エウセビウス・ソポロニウス・ヒエロニムス（Eusebius Sophronius Hieronymus, 347年頃 - 420年9月30日）は、キリスト教の聖職者・神学者。聖書のラテン語訳であるウルガータ訳の翻訳者として知られる。
四大ラテン教父のひとりであり、正教会・非カルケドン派・カトリック教会・聖公会・ルーテル教会で聖人とされる。カトリック教会では1295年に教皇ボニファティウス8世によって4大教会博士の1人と公認された。ヒエロニュムスとも表記される。日本ハリストス正教会での呼称は克肖者イエロニムである。

## 生涯と業績
ヒエロニムスはダルマティアで生まれた。両親はキリスト教徒だったが、彼自身はキリスト教に興味がなく、ローマに留学したのも修辞学と哲学の勉強のためであった。ギリシア語を習得し、ガリアやアナトリア半島をめぐって古典の研究に没頭したが、373年ごろアンティオキアで重病にかかり、神学の研究に生涯をささげることを決意、シリアの砂漠で隠遁生活を送ってヘブライ語を学んだ。
378年に叙階されたあとはコンスタンティノポリスでナジアンゾスのグレゴリオスと知り合い、さらに382年、ローマへ行ってローマ教皇ダマスス1世に重用されるようになる。ローマ滞在中にラテン語訳聖書の決定版を生み出すべく、全聖書の翻訳事業にとりかかった。彼は、旧約聖書はヘブライ語並びにアラム語原典から翻訳した。
384年にダマスス1世が世を去ると、庇護を失ったヒエロニムスはローマを去って聖地エルサレムへ向かった。ベツレヘム、エルサレムだけでなくエジプトへも赴いて、自らの神学研究の幅を広げた。ヒエロニムスはベツレヘムに落ち着くと、著述のかたわら聖書の翻訳を続け、405年ごろ完成させた。この聖書こそが中世から20世紀の第2バチカン公会議にいたるまでカトリックのスタンダードであり続けた「ウルガータ」訳聖書であった。ウルガータ（Vulgata）はラテン語で「普及した（版）」という意味である。420年にベツレヘムで没するまでに、多くの神学的著作、書簡を残した。
ギリシア語、ヘブライ語をはじめ諸言語に通じ、豊かな古典知識を備えたヒエロニムスは、神学の水準向上と聖書研究の歴史に大きな足跡をしるしている。

## 著作（日本語訳）
- ウォルター・ダンフィー、大橋真砂子「<資料>ヒエロニュムス『ドムニオ宛書簡』(Ep.50): 翻訳と注解」『南山神学』第20号、1997年、125–143頁。
- 荒井洋一 著、上智大学中世思想研究所 編『中世思想原典集成4 初期ラテン教父』平凡社、1999年、601-733頁。ISBN 4582734146。（『最初の隠修士パウルスの生』『書簡21、22』所収）
- 石川立、加藤哲平「ヒエロニュムス「ウルガータ聖書序文」翻訳と注解(1): ガリア詩篇、ヘブライ語詩篇、サムエル記・列王記、ダニエル書」『基督教研究』第71巻第2号、2009年、141–161頁。
- 石川立、加藤哲平「ヒエロニュムス「ウルガータ聖書序文」翻訳と注解(2): ヨブ記、十二預言書、イザヤ書、エレミヤ書、エゼキエル書」『基督教研究』第72巻第1号、2010年、51-70頁。

石川立、加藤哲平「ヒエロニュムス「ウルガータ聖書序文」翻訳と注解(3): ソロモンの書、エズラ記・ネヘミヤ記、歴代誌、五書」『基督教研究』第72巻第2号、2010年、49–71頁。
- 石川立、加藤哲平「ヒエロニュムス「ウルガータ聖書序文」翻訳と注解(4): エステル記、ヨシュア記、トビト記、ユディト記、福音書、パウロ書簡」『基督教研究』第73巻第1号、2011年、87–107頁。
- 小高毅 著、小高毅 編『古代教会の説教』教文館、2012年、279‐285頁。ISBN 9784764273351。（『新受洗者への詩編42編に関する説教』所収）
- 高畑時子「ヒエロニュムス著『翻訳の最高種について』（書簡57『パンマキウス宛の手紙』」『近畿大学教養・外国語センター紀要・外国語編』6巻１号、2015年、153-171。
- 戸田聡『砂漠に引きこもった人々 : キリスト教聖人伝選集』教文館、2016年（『パウルス伝』『マルクス伝』『ヒラリオン伝』所収）　ISBN 9784764274068。